# Chuang Chia-jung
Chuang Chia-jung (født 10. januar 1985 i Kaohsiung, Taiwan) er en kvindelig professionel tennisspiller.
Chuang har spillet to Grand Slam-finaler, begge i double sammen med Chan Yung-jan. I Australian Open 2007 tabte de til Cara Black fra Zimbabwe og Liezel Huber fra Sydafrika med 6-4, 6-7, 6-1. I US Open samme år tabte de finalen med 6-4, 6-2 til doubleparret Nathalie Dechy og Dinara Safina fra henholdsvis Frankrig og Rusland.